# Seabird
Seabird es una banda cristiana de rock alternativo originarios de Independence, Kentucky. La banda se formó cuando Aaron Morgan, Micah Landers, y Aaron Hunt comenzaron a tocar juntos en 2004. Pronto se sumó a la banda el acordionista David Smith. Después de tocar juntos por un año, tanto Landers como Smith dejaron el grupo para perseguir otros intereses. Poco después Chris Kubik se unió a la banda para tomar el lugar de Landers en el bajo y Morgan comenzó a tocar dos teclados, para cubrir la pérdida del acordeón. Después se unió el hermano de Morgan (Ryan) para tocar la guitarra,la banda grabó su disco debut EP, Spread Your Broken Wings and Try, en una de las habitaciones, de uno de los miembros de la Banda.
Este primer disco fue adquirido por EMI, después de una presentación personal, y la banda firmó un contrato con ellos en 2005. Después, un ano más tarde, la banda cambio de EMI a Credential Records. Ellos continuaron grabando material para un posible disco de Studio, en 2006 y la mayor parte de 2007, y liberaron su segundo disco de larga duración, "Let Me Go On", a mediados de diciembre de 2007. Esta vez, su segundo disco fue usado como preámbulo de su próximo lanzamiento de álbum debut de studio, 'Til We See the Shore, el cual salió a la venta el 24 de junio de 2008. Su más reciente álbum Rocks into Rivers salió a la venta el 15 de diciembre de 2009.
Las canciones de Seabird han sido escuchadas recientemente en Pushing Daisies, Numb3rs y Grey's Anatomy.

## Miembros de la Banda
Miembros actuales
- Aaron Morgan – lead vocals, keyboards
- Brandon Weaver – bass guitar
- Preston Lane – drums
- Ryan Morgan – guitar

Miembros anteriores
- Micah Landers – bass guitar
- David Smith – accordion, keyboards
- Aaron Hunt – drums
- Chris Kubik – bass guitar

## Discografía

### Álbumes de estudio
| Year | Title                 | Label                 |
| 2008 | 'Til We See the Shore | Credential Recordings |
| 2009 | Rocks into Rivers     | Credential Recordings |
| 2013 | Trouble Days          | Independent Record    |

### Discos de larga duración
- Spread Your Broken Wings and Try – 24 de mayo de 2005
- Let Me Go On – 18 de diciembre de 2007
- Purevolume.com Acoustic Sessions
- The Silent Night EP – 24 de noviembre de 2009

### Compilaciones
- X 2009 – "Rescue"

### Sencillos
- "Rescue"
- "Not Alone"
- "Don't You Know You're Beautiful"

### Rare
- Live From The Vibe